# (75055) 1999 VX2
1999 في أكس 2 (ويعرف أيضًا باسم (75055) 1999 في أكس 2 وفق تسمية الكوكب الصغير) (بالإنجليزية: 1999 VX2)‏ هو كويكب ضمن حزام الكويكبات؛ وترتيبه 75055 من حيث الاكتشاف.
اكتُشف هذا الجُرم الفلكي بواسطة تاكيشي أوراتا ‏ في 4 نوفمبر 1999.

## وصلات خارجية
- (75055) 1999 VX2 في قاعدة بيانات مختبر الدفع النفاث لأجرام النظام الشمسي الصغيرة

- الاكتشاف · مخطط المدار ·  العناصر المدارية · المعلمات المادية

- (75055) 1999 VX2 على موقع ويكي سكاي: DSS2, SDSS, GALEX, IRAS, Hydrogen α, X-Ray, Astrophoto, Sky Map, Articles and images